# Otto Laternser
Otto Laternser (* 27. Dezember 1880 in Molsheim, Elsass; † 13. Oktober 1953 in Berlin-Zehlendorf) war ein deutscher Architekt und Bauunternehmer. Viele von ihm entworfene oder ausgeführte Gebäude in Berlin stehen heute unter Denkmalschutz.

## Familie
Otto Laternser stammt aus einer Familie von Architekten und Baumeistern. Der in Vaduz (Liechtenstein) geborene Vater Johann Heinrich Laternser war nach dem Krieg von 1870/71 ins Elsass und damit ins Deutsche Reich umgesiedelt, sein Bruder Johann Laternser wanderte 1879 als Architekt in die USA aus und gründete in Omaha (Nebraska) unter amerikanisiertem Namen das erfolgreiche Architekturbüro John Latenser Sr., er brachte es zum Federal Superintendent of Construction für Großbauten in sieben US-Bundesstaaten. Ein weiterer Bruder, Heinrich Laternser, ließ sich um 1870 als Architekt in Straßburg nieder. Ottos Bruder Hermann Heinrich Laternser war Bauingenieur und wurde 1930–1939 mit der Planung des Albert-Kanals zwischen Maas und Schelde bekannt. Gemeinsam mit dem ebenfalls als Bauingenieur tätigen Bruder Franz hatte Hermann Heinrich Laternser um 1900 im lothringischen Saaralben das florierende Bau- und Zementwarengeschäft Gebrüder Laternser gegründet, hinter dem kapitalkräftigen Gesellschafter wie der Großwinzer Ernest von Schlumberger, der Unternehmer Ferdinand von Langenhagen und der Reichstagsabgeordnete Eduard Jaunez standen. Seit 1910 firmierte das Unternehmen als Lothringer Zementwarengeschäft GmbH.

## Baugeschäft in Berlin-Zehlendorf

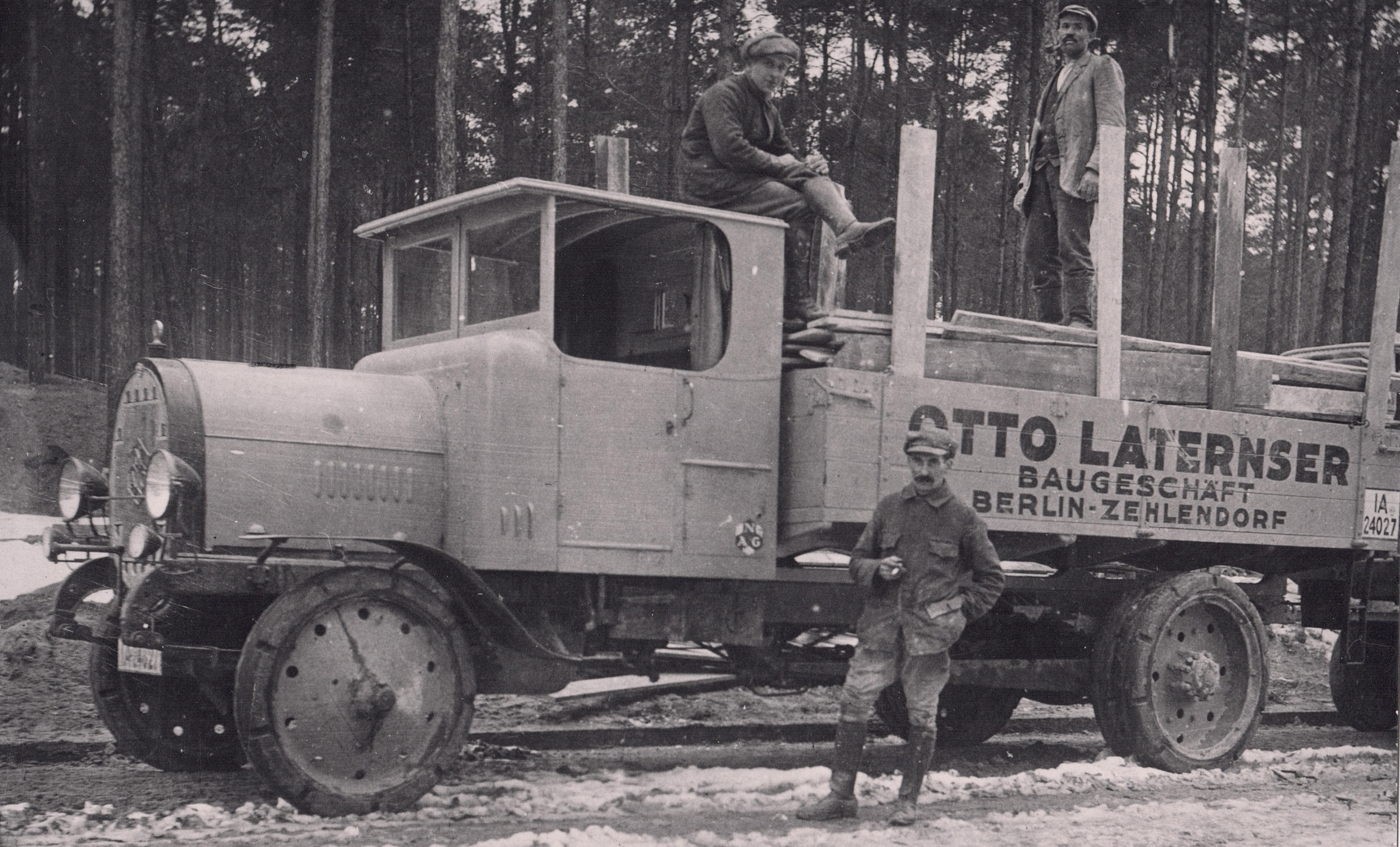
Baugeschäft Otto Laternser, Berlin-Zehlendorf

Otto Laternser verfügte demnach über ein weitgespanntes Netzwerk von Geschäftsverbindungen, als er sich nach seinem Militärdienst um 1900 in Berlin niederließ. Die Maurerlehre und seine weitere Ausbildung dürfte er in den verschiedenen Unternehmungen der Familie durchlaufen haben, ein akademisches Studium ist nicht belegt. Kurz nach 1900 gründete Otto Laternser in Zehlendorf (damals noch zum Kreis Teltow gehörend) im Haus Potsdamer Straße 11 sein „Bureau für Architektur und Bauausführungen“, 1911 zog das Architekturbüro in das selbst erbaute Mehrfamilienhaus Hohenzollernstraße 18 in Zehlendorf um. Erste Großprojekte waren ähnliche Wohnanlagen in der Nachbarschaft (Neue Straße 6 als Mietshaus für den Bruder Franz Laternser, Düppelstraße 2, Hohenzollernstraße, Beuckestraße). In dem 1909–1910 errichteten Mietshaus Potsdamer Straße 29 / Düppelstraße 2 hatte der Bauhaus-Künstler Lyonel Feininger 1911–1919 sein Atelier. Laternsers erste Großbauten in Berlin waren noch ganz dem frühen Jugendstil verpflichtet, seine aus dieser Zeit erhaltenen Zehlendorfer Häuser Beerenstraße 50 (1906) und Johannesstraße 6 (1907–1908) stehen heute unter Denkmalschutz. Das benachbarte Haus Johannesstraße 4 führte Laternser 1910 nach einem Entwurf von Oskar Kurtzer aus.

## Zusammenarbeit mit Hermann Muthesius und Carl Sattler
Neben eigenen Projekten führte das Baugeschäft Otto Laternser auch Bauvorhaben anderen Architekten aus, Laternser trat so auch als Bauunternehmer auf. Zu größerer Bekanntschaft verhalf ihm die Zusammenarbeit mit dem und Werkbund-Architekten Hermann Muthesius, für den er bereits 1907–1908 das Haus Freudenberg in (Berlin-)Nikolassee, Potsdamer Chaussee 48, erbaut hatte. Das auch als „Niklashof“ bekannte Haus zählt heute zu den eindrucksvollsten erhaltenen Villen der Epoche. Zu einer engeren Zusammenarbeit mit Muthesius kam es bei Entwurf und Bau der Villa für den jüdischen Unternehmer Hans Cramer in (Berlin-)Dahlem, Pacelliallee 18–20. Das großzügige Haus Cramer mit seinen 1050 Quadratmetern Wohnfläche und anspruchsvollen Gartenanlagen konnte 1950 vom Architekturhistoriker Julius Posener vor dem Abriss gerettet werden und beherbergt seit 1975 die Berliner Außenstelle der Stanford University. Noch vor dem Ersten Weltkrieg konnte Laternser ein ähnlich anspruchsvolles Villenprojekt nach eigener Planung verwirklichen: Ab 1914 erbaute er in Teltow-Seehof, Kantstraße 53, eine heute denkmalgeschützte Villa mit eigenem Portierhaus für Graf Wilhelm von Arco und den Physiker und Telefunken-Geschäftsführer Georg Graf von Arco. Das Projekt wurde kriegsbedingt unterbrochen und erst 1919/1920 vollendet. Ebenfalls 1914 entwarf Laternser die nach 1950 abgerissene Villa für den Bildhauer Paul Wynand, Bismarckstraße 59 am Kleinen Wannsee, und das fünfgeschossige Mehrfamilienwohnhaus Auguste-Viktoria-Straße 6 in (Berlin-)Schmargendorf.

## Bauten der Kaiser-Wilhelm-Gesellschaft in Dahlem
In den Jahren nach dem Ersten Weltkrieg wandte Laternser sich immer mehr den Idealen des Deutschen Werkbunds und des Neuen Bauens zu. Vorbild und Auftraggeber blieben ihm dabei über viele Jahre die beiden älteren Lehrmeister Muthesius und Sattler. 1921/1922 entwarf Laternser mit Hermann Muthesius den Neubau für das Institut für Faserstoffchemie der Kaiser-Wilhelm-Gesellschaft in Dahlem, Faradayweg 16, das am 5. Dezember 1922 in Anwesenheit des Reichspräsidenten Friedrich Ebert eingeweiht wurde. In den Folgejahren führte Laternser verschiedene Entwürfe des Münchener Architekten Carl Sattler für das Kaiser-Wilhelm-Institut aus, so etwa 1925–1926 die Villa des Generaldirektors, Brümmerstraße 74, 1926–1927 das Institut für Anthropologie, menschliche Erblehre und Eugenik, Ihnestraße 22/24, und 1928–1929 das als Gästehaus der Kaiser-Wilhelm-Gesellschaft konzipierte Harnack-Haus, Ihnestraße 16–20, für das Laternser 1935–1936 noch einen Anbau nach eigenem Entwurf baute. Sattler hatte mit dem berühmt gewordenen Harnack-Haus ein traditionelles und solides Gebäude mit expressionistischen Anklängen geschaffen. Berühmte Wissenschaftler wie Albert Einstein, Werner Heisenberg, Fritz Haber, Adolf Butenandt, Otto Hahn, Lise Meitner, Max von Laue oder Otto Warburg waren zu Gast und hielten hier ihre Vorträge. 1937–1939 entwarf Laternser für die Kaiser-Wilhelm-Gesellschaft eine Erweiterung der Röntgenabteilung und vollendete damit ein Ensemble, das der Architekt Ernst von Ihne 1912 begonnen hatte und durch Carl Sattler wesentlich geprägt wurde. Auch alle von Laternser ausgeführten und entworfenen Gebäude für die Kaiser-Wilhelm-Gesellschaft, die heute von der Freien Universität Berlin und der Max-Planck-Gesellschaft genutzt werden, stehen unter Denkmalschutz.

## Villen und Wohnanlagen in Werkbund-Tradition
Ganz der Moderne verpflichtet war 1925–1926 Laternsers Entwurf für ein Verwaltungsgebäude der Electrola in Potsdam-Nowawes, das heute von der Märkischen Verlags- und Druck-Gesellschaft mbH genutzt wird. Ebenfalls 1925–1926 erbaute Laternser nach einem Entwurf von Carl Sattler das elegante Landhaus Isoldestraße 16 in Werder (Havel) für Paul Kempner, den Mitinhaber des Bankhauses Mendelssohn & Co. Im gleichen Jahr entstand nach Entwürfen der Berliner Architekten Hugo und Otto Schellenberg das Landhaus Schellenberg, Hundekehlenstraße 31 in Berlin-Schmargendorf. 1926–1927 wurde in Berlin-Nikolassee, Libellenstraße 9, der sog. Libellenhof nach einem Entwurf von Bruno Paul ausgeführt, ein heute denkmalgeschütztes Wohnhaus für Walther Lange, den Generaldirektor der Kathreiners Malzkaffeefabriken GmbH. 1928–1929 führte das Baugeschäft Otto Laternser die Rohbauten für das Gemeindehaus Nikolassee aus, entworfen von Walter Lehweß und Engelbert Breidenbend. Mit seinem eigenen Architekturbüro entwarf Otto Laternser weiterhin Villen und Wohnhäuser in der Tradition des Deutschen Werkbunds, wie 1934–1935 in Lichterfelde West das Haus für den Kammergerichtsdirektor und Vorsitzenden der Berliner Mennoniten-Gemeinde Heinrich van Dühren, Kadettenweg 40. 1936–1939 errichtete Laternser in Berlin-Westend das Wohnhaus Nußbaumallee 42 für den Werkbund-Architekten und Kirchenbaumeister Otto Bartning. 1936–1937 entstand die heute denkmalgeschützte Wohnanlage Ahrweilerstraße 5–6 / Wiesbadener Straße 24 in Berlin-Friedenau, unmittelbar daneben hatte Laternser bereits 1935–1936 die Wohnanlage Ahweilerstraße 1–2 / Deidesheimer Straße 19 / Homburger Straße 12 als Kapitalanlage für seinen Bruder Hermann Laternser erbaut. Für den Architekten Viktor Bunikowski baute Laternser 1934–1935 in Berlin-Nikolassee eine Wohnanlage auf dem Eckgrundstück Lohengrinstraße 1 / Nibelungenstraße 21.
In den 1940er Jahren eröffnete das Architekturbüro Otto Laternser eine Außenstelle in Falkenhagen bei Seelow, um die kriegsbedingte Verlegung einzelner Institute der Kaiser-Wilhelm-Gesellschaft vorzubereiten. 1943/1944 wurden Teile des Instituts für physikalische Chemie in die Neubauten nach Falkenhagen verlagert.
Nach dem Zweiten Weltkrieg beschränkte sich das Architekturbüro auf Ausbesserungen von Kriegsschäden an bestehenden Gebäuden. Am 3. Juni 1949 wurde das Baugeschäft aufgelöst, Otto Laternser starb am 23. Oktober 1953 in Berlin-Zehlendorf. 1957 wurde das Grundstück Hohenzollernstraße 18 versteigert.